# Clorură de crom (II)
Clorura de crom (II) este o sare a cromului cu acidului clorhidric cu formula chimică CrCl2.